# پشت‌پیان
پشت‌پیان، روستایی از توابع بخش مرکزی شهرستان ایذه در استان خوزستان ایران است.

## جمعیت
این روستا مرکز دهستان پیان در بخش مرکزی شهرستان ایذه است و براساس سرشماری مرکز آمار ایران در سال ۱۳۹۵، جمعیت آن ۲٬۳۲۵ نفر (۵۶۳خانوار) بوده‌است.نام دیگر آن پیون یا پیان است و به P.I.Nهم معروف است. ساکنان اصلی و بنیان گذارواکثر جمعیت این روستا از طایفه شاه البرز  دینارونی باب هستند که مقبره این امامزاده در روستای آلیکوه از شهرستان اردل قرار دارد. بیش از 89درصد جمعیت روستا باسواد هستند.روستای پیان منطقه ای دشت مانند است که در میان رشته کوه های زاگرس محصور شده است‌و دارای مردمانی روشنفکر،دانا و اهل علم و مطالعه است. این روستا یکی از بزرگترین وپرجمعیت ترین روستاهای شهرستان ایذه است. پیان در 18 کیلومتری شهرستان ایذه و 20 کیلومتری شهرستان اندیکا قراردارد و بر سر راه روستاهایی همچون کارتا(امامزاده سلطان ابراهیم)گلزار،سوسن ،شیمن و جنگه قراردارد. 